# Левашово (Санкт-Петербург)
Левашо́во (рос. Левашово) — селище міського типу, муніципальне утворення в складі Виборзького району на північному заході Санкт-Петербурга.
Чисельність населення за переписом 2002 року — 4095 чол.
Залізнична станція Октябрської залізниці  Левашово на дистанції Санкт-Петербург — Виборг (між станціями Парголово та  Пісочна).
Виникло як станційне селище при побудованій в 1870 році залізниці на Виборг. Назва походить від прізвища графа В. В. Левашова, який володів у другій половині XIX століття сусіднім маєтком Осиковий Гай. У Осиковому Гаю збереглась будівля колишнього палацу Левашова, зведена в останній чверті XVIII століття в стилі російського класицизму за проектом архітектора І. Є. Старова.
Населення — 5559 чол. (2021).

## Транспорт

### Станція
Залізнична станція Левашово Жовтневої залізниці на дисьанції Санкт-Петербург — Виборг (між станцією Парголово і платформою Пісочна).

### Автобус
- 75 (вулиця Жені Єгорової — Новосілки);
- 84 (Пісочна — Сертолово — Новосілки).

### Аеродром
Військовий аеродром «Левашово» планується зробити аеродромом спільного базування. Згідно з проєктом, крім військової, там буде розташовуватися цивільна авіація. Інвестувати проект буде «Газпром», а «Газпромавіа» виступить в якості експлуатанта і авіакомпанії, яка буде там базуватися.